# Dafnis

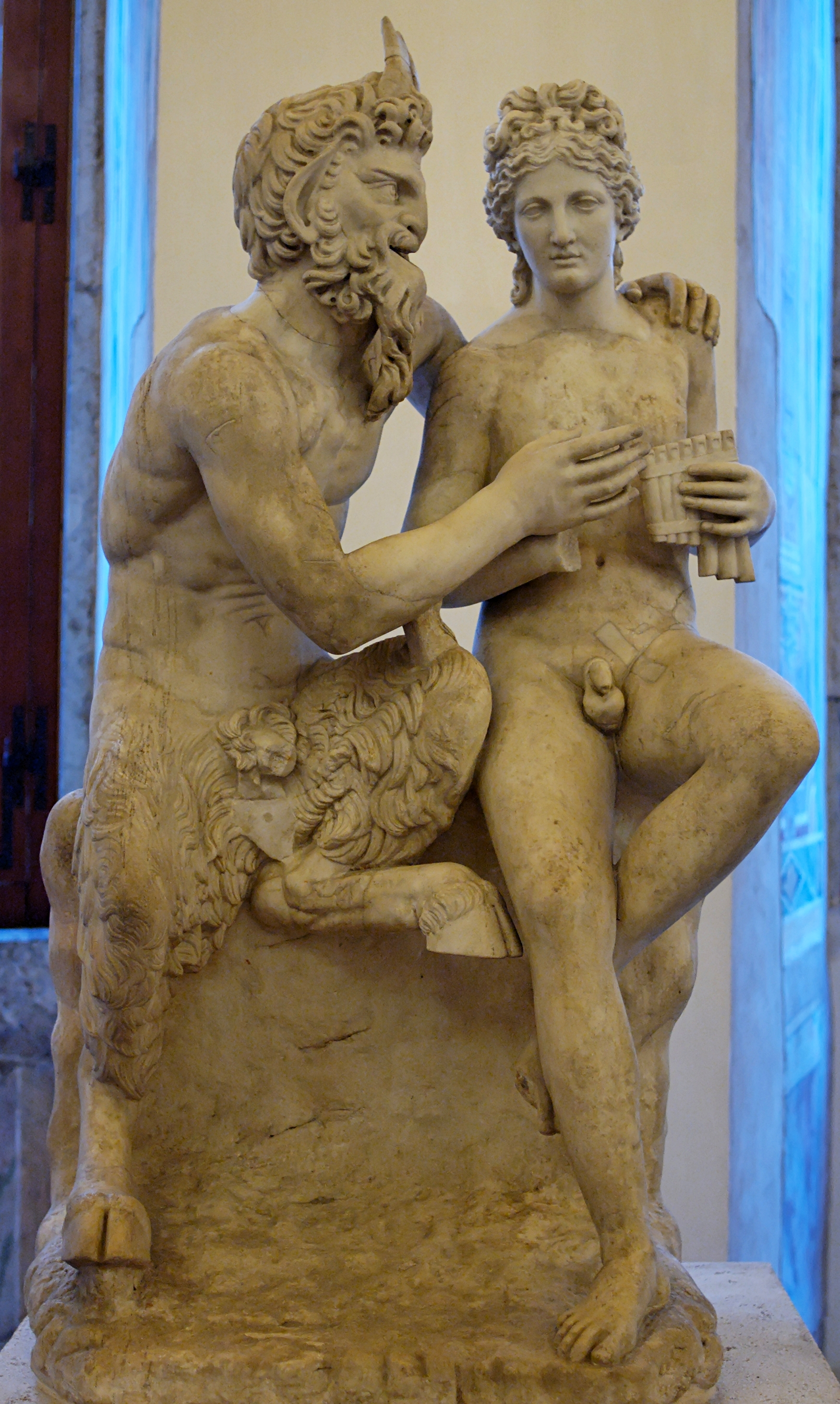
Pan lär Dafnis att spela flöjt. Marmorstaty, romersk kopia efter ett hellenistiskt original.

Dafnis (grekiska  Δαφνίς, Daphnis) var enligt grekiska myter en siciliansk fåraherde som blev bestraffad med blindhet sedan han hade bedragit sin älskade. Theokritos sjöng (200 f.Kr.) om honom och påstod att han var skaparen av herdepoesin.